# كأس السوبر الإسباني 2008
كأس السوبر الإسباني 2008 كانت بطولة كرة قدم إسبانية أُقيمت يومي 17 و24 أغسطس 2008 بين ريال مدريد بطل الدوري الإسباني 2007–08 و‌فالنسيا بطل كأس ملك إسبانيا 2007–08. فاز ريال مدريد بمجموع أهداف 6–5 وهو اللقب الثامن في تاريخه في البطولة.

## تفاصيل المباريات

### مباراة الذهاب
| فالنسيا                         | 3–2 | ريال مدريد            |
| ------------------------------- | --- | --------------------- |
| ماتا 55' · فيا 58' · فيسنتي 80' |     | فان نيستلروي 13'، 67' |

| فالنسيا | ريال مدريد |

### مباراة الإياب
| ريال مدريد                                                        | 4–2 | فالنسيا                  |
| ----------------------------------------------------------------- | --- | ------------------------ |
| فان نيستلروي 50' (ركلة.) · راموس 77' · دي لاريد 86' · هيغواين 89' |     | سيلفا 32' · موريانتس 90' |

| ريال مدريد | فالنسيا |